# Plusioglyphiulus macfarlanei
Plusioglyphiulus macfarlanei är en mångfotingart som beskrevs av Jean-Paul Mauriès 1983. Plusioglyphiulus macfarlanei ingår i släktet Plusioglyphiulus och familjen Glyphiulidae. Inga underarter finns listade i Catalogue of Life.